# 자마리터슈트라세역
자마리터슈트라세역(U-Bahnhof Samariterstraße)은 베를린 프리드리히스하인크로이츠베르크구 프리드리히스하인에 있는 U5의 역이다. 프랑크푸르터 알레(Frankfurter Allee) 연선상의 자마리터슈트라세와의 교차점에 역이 위치해 있다. U5 노선의 역 중 건설 당시의 모습을 유지하고 있는 몇 안 되는 역이며, 건축유산으로 지정되어 있다.

## 역사
1920년대 말 베를린 동부 지역으로의 지하철 건설 계획 당시 포함되었다. 알프레드 그레난데르가 설계했으며, 단순함을 중점에 둔 근대 건축 양식으로 설계했다. 베버비제역(당시 명칭 메멜러 슈트라세역)의 건축 양식을 거의 그대로 따른다. E선 역사는 역마다 다른 주 색상을 사용했으며, 이 역의 주 색상은 녹색이다. 승강장 길이는 121 m, 너비는 9 m이다. 승강장 외벽은 30 cm×15 cm 크기의 타일이 줄마다 교차된 형태로 마감되어 있다. 건설 당시 역명판은 검은 배경에 흰색 글씨로 되어 있었다. 통상적인 역 시설 외에도 체중계가 역에 설치되어 있었다.
제2차 세계 대전 당시 이 역은 폭격 피해를 거의 입지 않았다. 1945년 초에 운영이 정지되었고, 종전 이후인 6월 16일부터 프리드리히스펠데-프랑크푸르터 토어 구간 단선 운행이 복구되었다. 6월 23일에는 알렉산더플라츠역까지 단선 운행이 시작되었으며 자마리터슈트라세역에서 열차를 갈아타야 했다. 1946년 2월 1일부터는 전 구간 복선 운행이 정상화되었다.
1986년 개보수공사 당시 제2차 세계 대전으로 인한 손상 부분이 보수되었다. 역 건설 당시의 녹색 외벽에서 빨간색으로 주 색상이 변경되었다. 역명판 역시 흰색 배경에 검은색 글씨로 변경되었으며, 다른 U5 노선상의 역과는 다르게 이 양식이 유지되어 있다. 동독 시기에는 상업 광고가 없었기 때문에 프리드리히스하인 거주 어린이들의 작품으로 채워졌다. 독일 통일 이후에는 그 공간이 다시 광고판으로 사용되었다.

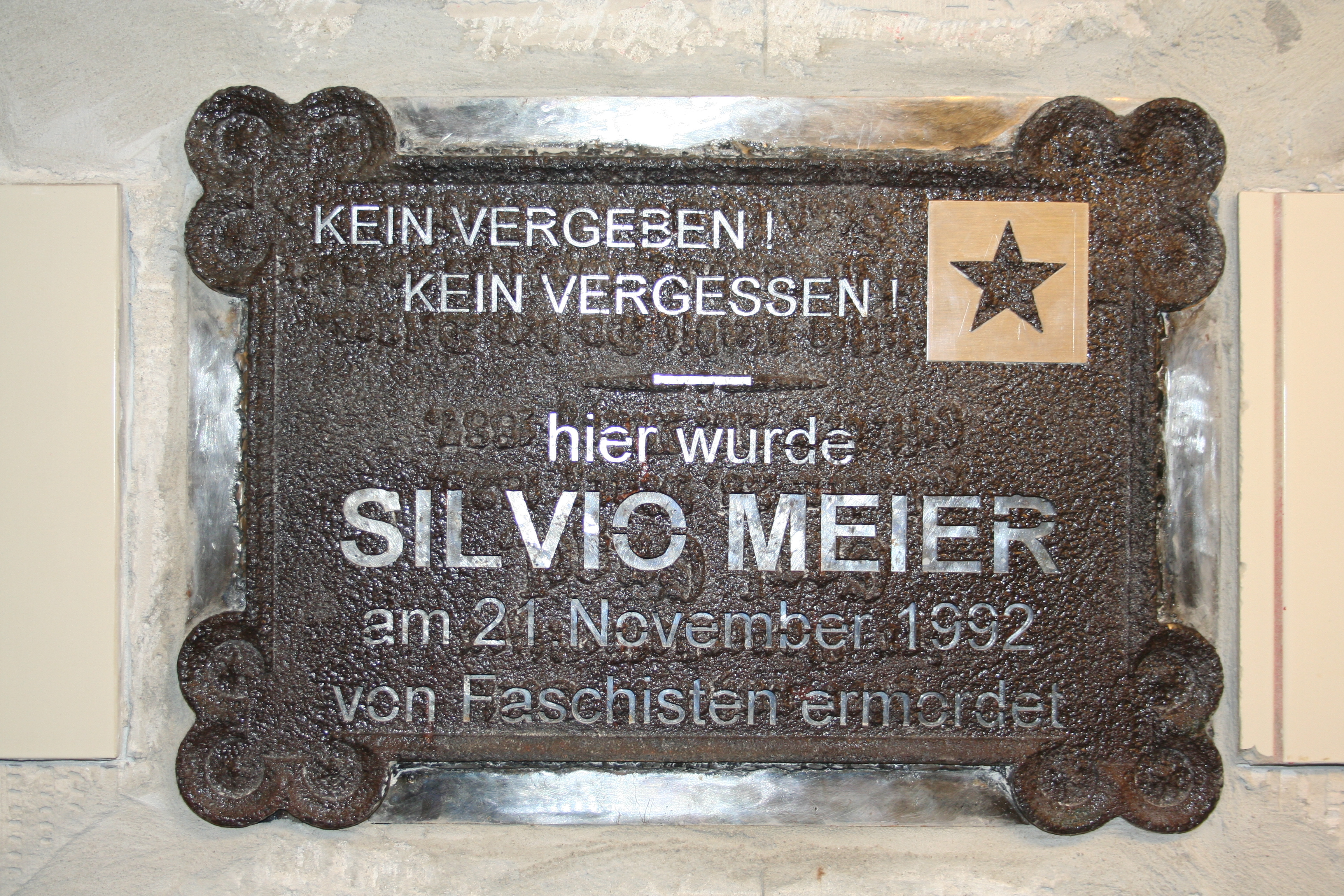
질비오 마이어 기념패

1992년 11월 21일에는 이 역 대합실에서 질비오 마이어(Silvio Meier)가 네오나치의 공격을 받아서 사망하는 사건이 발생했다. 사건이 발생한 자리에 기념패가 설치되었고, 여러 번 도난당했다 다시 설치되는 과정이 반복되었다. 사건 이후에는 그의 기일에 지하철역에서 집회가 개최된다.
2004년에는 추가 개보수공사가 진행되었다. 개보수공사 이전에 역이 건축유산으로 지정되면서, 다른 U5 지하역과는 다르게 내부 구조를 완전히 재단장할 수 없었고 건설 당시의 모습대로 복원되었다. 승강장 외벽이 건설 당시의 타일로 복원되고, 아스팔트 포장이 다시 진행되었으며, 기둥도 원래 색상인 녹색으로 칠해졌다. 1930년대에 설치된 타일의 대부분이 보존되어 있다. 출구나 조명 시설은 원형에서 변경되었다. 2016년에는 기둥부 도색이 다시 칠해졌다.
2012년 5월부터 엘리베이터 운영이 시작되었다. 승강장과 프랑크푸르터 알레상의 교통섬을 잇는다. 설치 비용은 약 76만 유로이다.

## 인접 철도역
베를린 버스 N5번과 환승할 수 있다.
| 베를린 지하철 5호선           | 베를린 지하철 5호선 | 베를린 지하철 5호선         |
| ----------------------------- | ------------------- | --------------------------- |
| 프랑크푸르터 토어 중앙역 방면 | U5                  | 프랑크푸르터 알레 회노 방면 |

## 참고 문헌
- Peter Bock (Hrsg.): U5 Zwischen Alex und Hönow. Geschichte(n) aus dem Untergrund. GVE e. V., Berlin 2003, ISBN 3-89218-079-2.